# Master în drept
Master în drept (Master of Laws în engleză) este un titlu academic sau o diplomă de cercetare. Master în drept este în general abreviat ca LL.M. sau dar și LLM  (de la Legum Magister în latină). 

## Tipuri de master în drept
Există mai multe tipuri de master în drept de la mastere generale la mastere specializate. Cele din urma sunt cele mai căutate, ex. Mastere specializate în taxe și impozite, dreptul concurenței (ex. King´s College in London, Marea Britanie) ori Drept European (ex. LL.M. Eur in Europa-Institut in Saarbrücken, Germania).

## Cerințe
În general, pentru a putea aplica la un masterat în drept candidații trebuie să dețină diploma de licență în drept. Unele programe de masterat în drept acceptă diploma de licență din domenii înrudite.